# بني يخلف (سانية بركيك)
بني يخلف هي إحدى مشيخات المملكة المغربية، تتبع جغرافيا لإقليم سيدي بنور وإداريًا لسانية بركيك. يقدر عدد سكانها بـ 23049 نسمة حسب الإحصاء الرسمي للسكان والسكنى لسنة 2004.